# Dia internacional contra l'homofòbia en el futbol
El Dia internacional contra l'homofòbia en el futbol és una iniciativa de l'associació The Justin Campaign que se celebra des del 2010 el 19 de febrer.
Es va triar la data del naixement el 1961 del futbolista Justin Fashanu, una de les primeres víctimes conegudes de l'homofòbia al futbol, primera víctima de Brian Clough, seguit per molt altres que per llur agressivitat contra Fashany finalment van contribuir al seu suïcidi.